# Conradin Riola
Conradin Riola (auch Conradino Riolano; * wahrscheinlich 1667 oder 1670 in Sent; † 1743 in Ftan) war ein Schweizer reformierter Geistlicher und theologischer Schriftsteller.

## Leben
Conradin Riola stammte aus Sent und hatte wahrscheinlich einen jüngeren Bruder namens Joannes im Bündner Unterengadin. Ab 1686 lässt er sich als Student in Zürich nachweisen und wurde vermutlich von einem Geistlichen ausgebildet. In Ilanz nahm ihn die evangelisch-rätische Synode am 22. Juni 1690 auf. Damit durfte er im Freistaat der Drei Bünde als Pfarrer tätig sein.
Im Jahr 1693 erhielt Riola eine Pfarrstelle in seinem Heimatdorf Sent. 1711 wechselte er nach Ftan, wo er bis zu seinem Tode 1743 tätig war. Er hinterliess vier Söhne. Sein gleichnamiger Sohn gilt als wichtigster rätoromanischer Lyriker in der ersten Hälfte des 18. Jahrhunderts.

## Wirken

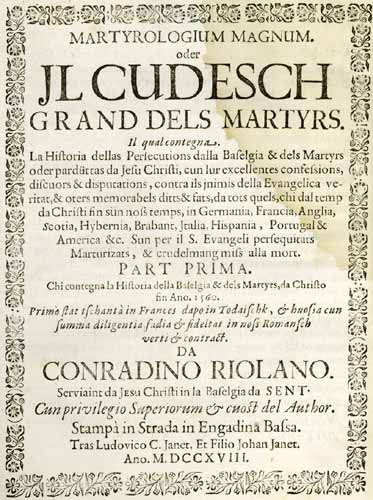
Frontispiz des Martyrologiums

Riola ist als theologischer Schriftsteller bekannt. Er verfasste mehrere Werke. Seit seiner Berufung nach Ftan schrieb er in rätoromanischer Sprache. 1709 erschien seine erste Schrift Trommeta spirituala, zu deutsch geistliche Trompete, das als sein Hauptwerk gilt. Darin richtete er über negative Eigenschaften der Kirchbesucher, besonders das Schlafen und Schnarchen während der Predigt. Dazu sammelte er Reden und Gedichte gegen solche Kirchgänger.
Ein nächstes Werk, eine Übersetzung, erschien 1718, Martyrologium. Riola übersetzte und bearbeitete das zweibände Le livre des martyrs von Jean Crespin, in dem über in Europa aus Glaubensgründen Verfolgte und Getötete Angaben zum Lebenslauf und zur Todesart gemacht wurden. Von diesem Werk erschien nur der Teil, der den Zeitraum bis 1560 behandelt. Noch um die Mitte des 19. Jahrhunderts war diese Schrift Bündner Historikern wichtig.

## Werke
- Trommeta spirituala per excitar tots dormenzats pecchiaders, in special quels chi dormen in baselgia & chiesa da Deis. (Strada 1709)
- Guadong incomparabel chi fa il christian fidel in sia mort. In üna christiana praedgia funerala pro la sepultüra del juven Ulrici Stupan propandü di 2 julij 1716 (Strada 1716, Übersetzung)
- Jean Crespin, Martyrologium magnum oder il Cudesch grand dels martyrs (Strada 1718; Online)
- Il desideri dals oels cun dolur tut davent oder christiana predgia funerala fatta die 2. aprilis ano 1725 sün la funeratiun dal corp da Anna C. Stupan (Scuol 1725)